# Razón de sobra
Razón de sobra es el título del sexto álbum de estudio en solitario grabado por el cantautor mexicano Marco Antonio Solís, Fue lanzado al mercado por la empresa discográfica Fonovisa Records el 2 de noviembre de 2004. Este álbum se convirtió en su quinto número uno en el Billboard Top Latin Albums. Fue lanzado en una presentación de CD estándar y en un combo de CD/DVD, incluido el video musical del sencillo "Mi mayor sacrificio" y materiales adicionales. El álbum obtuvo una nominación al Premio Grammy Latino al Mejor Álbum Vocal Pop Masculino en la 6° edición anual de los Premios Grammy Latinos celebrada el jueves 3 de noviembre de 2005. Además el álbum vendió 75.000 copias en su primer día de lanzamiento.

## Lista de canciones
- Todas las canciones escritas y compuestas por Marco Antonio Solís.

| Razón de sobra |                          |                     |          |  |
| N.º            | Título                   | Escritor(es)        | Duración |  |
| 1.             | «Mi mayor sacrificio»    | Marco Antonio Solís | 4:04     |  |
| 2.             | «Siempre tú a mi lado»   | Marco Antonio Solís | 3:41     |  |
| 3.             | «Razón de sobra»         | Marco Antonio Solís | 4:10     |  |
| 4.             | «Nuestra confesión»      | Marco Antonio Solís | 3:35     |  |
| 5.             | «En el mismo tren»       | Marco Antonio Solís | 4:10     |  |
| 6.             | «Sin lado izquierdo»     | Marco Antonio Solís | 4:20     |  |
| 7.             | «Siempre me toca perder» | Marco Antonio Solís | 3:54     |  |
| 8.             | «De haber sabido»        | Marco Antonio Solís | 5:31     |  |
| 9.             | «Sin pensarlo»           | Marco Antonio Solís | 4:37     |  |
| 10.            | «Sé que te ira mejor»    | Marco Antonio Solís | 4:10     |  |

## DVD
| N.º | Título                | Duración |  |
| 1.  | «Entrevista»          |          |  |
| 2.  | «Mi mayor sacrificio» |          |  |
| 3.  | «Detrás de escena»    |          |  |
| 4.  | «Galería de Fotos»    |          |  |
| 5.  | «Discografía»         |          |  |

## Rendimiento gráfico
| Listas (2004)                   | Máxima posición |
| ------------------------------- | --------------- |
| U.S. Billboard 200              | 58              |
| U.S. Billboard Top Latin Albums | 1               |
| U.S. Billboard Latin Pop Albums | 1               |

### Sucesión y posicionamiento
| Predecesor: Mi sangre de Juanes | U.S. Billboard Top Latin Albums — Álbum N°. 1 20 de noviembre de 2004 - 26 de noviembre de 2004 | Sucesor: México en la piel de Luis Miguel |

| Predecesor: Mi sangre de Juanes | U.S. Billboard Latin Pop Albums — Álbum N°. 1 20 de noviembre de 2004 - 17 de diciembre de 2004 | Sucesor: Mi sangre de Juanes |